# Егуд Грушовський
Егуд Грушовський (30 вересня 1959 ) — математичний логік. 
 
Професор математичної логіки Мертона в Оксфордському університеті та член Мертон-коледжу  в Оксфорді. 
 
Також професор математики в Єврейському університеті в Єрусалимі. 

## Раннє життя та освіта
Егуд Грушовський здобув ступінь доктора філософії в Каліфорнійському університеті в Берклі в 1986 році під орудою Лео Гаррінгтона; його дисертація мала назву «Внесок у теорію стабільних моделей». 

Був професором математики в Массачусетському технологічному інституті до 1994 року, коли він став професором Єврейського університету в Єрусалимі. 
Грушовський переїхав у 2017 році в Оксфордський університет, де він є професором математичної логіки Мертона. 

## Кар'єра
Грушовський добре відомий кількома фундаментальними внесками в теорію моделей, зокрема в теорії геометричних моделей, та її застосування. 

Його докторська дисертація здійснила революцію в теорії стабільних моделей (частина теорії моделей, що випливає з теорії стабільності, введеної Саароном Шелахом). 
Невдовзі після цього він знайшов контрприклади до гіпотези про трихотомію Бориса Зільбера, і його метод доведення став добре відомий як конструкція Грушовського і відтоді знайшов багато інших застосувань. 

Одним з його найвідоміших результатів є доказ геометричної гіпотези Морделла–Ленга у всіх характеристиках з використанням теорії моделей в 1996 році. 
Цей глибокий доказ став віхою в логіці та геометрії. 
Має багато інших відомих і помітних результатів у теорії моделей та її додатках до геометрії, алгебри та комбінаторики. 

## Нагороди та визнання
- 1990: запрошений доповідач на Міжнародному конгресі математиків;
- 1993: премія Карпа Асоціації символьної логіки (спільно з Алексом Вілкі[en]);
- 1994: премія Ердоша[en] Ізраїльського математичного союзу[en];
- 1998: пленарний доповідач на ICM[13][14];
- 1998: премія Ротшильда;
- 1998: премія Карпа Асоціації символьної логіки[15];
- 2007: член Американської академії мистецтв і наук[16]
- 2007: лекція Геделя[en], через його відсутність лекцію про його роботу під назвою «Теорія алгебраїчної моделі» прочитав Томас Скенлон.[17]
- 2008: член Ізраїльської академії природничих і гуманітарних наук;
- 2019: премія Гайнца Гопфа[en][6];
- 2020: член Лондонського Королівського Товариства[18];
- 2022: премія Шао з математичних наук[19]